# Катя Самбука
Катери́на Долго́ва (Миха́йлова) (27 серпня 1991, Ленінград), відома як Ка́тя Самбука — російська співачка, фотомодель і телеведуча.

## Біографія
Народилася 27 серпня 1991 року у Ленінграді (нині Санкт-Петербург). Має шведські та естонські корені по лінії бабусі. Навчалася у школі № 216 із поглибленим вивченням польської мови, пізніше — один курс у кулінарному ліцеї. Під час проходження практики у ресторані «Ліверпуль» познайомилась з солістом гурту The Rolling Stones Міком Джаггером, який кликав її з собою в Америку.
Псевдонім «Самбука» Катя отримала від режисера порнофільмів Боба Джека, з яким одружилася у 16 років.
У 2011 році з чоловіком вирушила у масштабне турне, де виступала в еротичних шоу під власні пісні у стилі хауз і треп у понад 70 містах Росії, України, Білорусі, Естонії, Польщі та Кіпру. По завершенні туру опинилася в топ-запитах «Яндекса» у Росії та в Україні. Була на обкладинці журналів XXL (Україна) і oqo (Естонія, наступник естонської редакції Playboy).
У 2013 році стала телеведучою програми «Модний аксесуар» на каналі «2x2».
У серпні 2014 року в естонському Хаапсалу відкрила центр реабілітації жінок у кризових ситуаціях, пов'язаних із сімейними проблемами, і запропонувала допомогу Евелін Ільвес, першій леді Естонії, яку папараці викрили у зраді з незнайомцем в одному з таллінських кафе.
У 2015 році стала ведучою програми «Багатство курки» на телеканалі «2x2».
Стала прототипом іграшки для дітей: у Лондоні за її взірцем виготовили ляльку «Bobby».

## Особисте життя
Була одружена з порнорежисером Бобом Джеком; також вона є однією з героїнь його роману «Por-no!». Народила доньку Звану Сергіївну Михайлову, названу на честь готелю в Волхові, де Джек, за його словами, «став чоловіком». У 2015 році пара розлучилася зі скандалом.
З 22 квітня 2022 року зустрічається з Владиславом Тюльпановим, сином колишнього голови Законодавчих Зборів Санкт-Петербурга та сенатора Вадима Тюльпанова . На момент початку стосунків Тюльпанову було 17 років, через що Самбуку звинувачували у розбещенні. У березні 2024 пара оголосила про намір одружитися у липні 2024.
Станом на 2024 рік у Самбуки було троє дітей.

## Судовий розгляд з Філіпом Пляйном
Восени 2014 року німецький дизайнер Філіпп Пляйн випустив чоловічі футболки вартістю 450 доларів кожна із зображенням оголеної Самбуки без її дозволу. Вона пригрозила йому судовим розглядом.

## Пам'ятник у Хаапсалу
У грудні 2014 року московський скульптор Олександр Врублевський приступив до створення пам'ятника Русалці з лицем і формами Каті Самбуки. Бронзова статуя висотою 125 см і вагою 175 кг буде встановлена на Шоколадному променаді Хаапсалу поруч з меморіальною лавою Петра Чайковського.

## Фільмографія
| Рік  |   | Назва      | Роль               |    |
| ---- | - | ---------- | ------------------ | -- |
| 2012 | ф | Силікон    | камео              | ру |
| 2016 | ф | Єгор Шилов | дружина Авторитета | ру |

## Нагороди
- «Найкрасивіша дівчина вКонтакте» (2011)[35]
- Дівчина року журналу XXL (2012, Україна)[9]
- Дівчина року журналу Playboy/Qoqo (2012, Естонія)
- Гран-прі Барселонского еротичного фестивалю FICEB/Klic-Klic (2013, Іспанія, «Краще світове клубне шоу»)[36][37]